# Estación de Arahal
Arahal, también denominada a veces como El Arahal, es una estación de ferrocarril situada en el municipio español de Arahal, en la provincia de Sevilla, comunidad autónoma de Andalucía. Cuenta con servicios de media distancia operados por Renfe.

## Situación ferroviaria
Se encuentra en el punto kilométrico 27 de la línea férrea de ancho ibérico Utrera-Fuente de Piedra, a 94,49 metros de altitud. El tramo es de via única y está sin electrificar.

## Historia
La estación fue abierta al tráfico el 8 de octubre de 1868 con la apertura de la línea que unía Utrera con Osuna. Las obras a corrieron a cargo de inversores extranjeros, como Jorge B. Crawley, dueño de la compañía The Utrera and Moron Railway que posteriormente, en 1875, cedió la concesión a otros empresarios como Joaquín de la Gandara y Jorge Loring. Finalmente la línea recaló en manos de la Compañía de los Ferrocarriles Andaluces en 1877, que la gestionó hasta la nacionalización del ferrocarril en España en 1941 y la creación de RENFE.
Desde el 31 de diciembre de 2004 Adif es la titular de las instalaciones.

## Servicios ferroviarios

### Media Distancia
Renfe Operadora presta servicios de Media Distancia en la estación gracias a su línea 67 que une Sevilla con Málaga. La frecuencia media es de 4 trenes diarios. Algunos relaciones finalizan o comienzan el recorrido en Osuna.
| Línea MD | Trenes | Origen/Destino      |  | Destino/Origen              |
| -------- | ------ | ------------------- |  | --------------------------- |
| 67       | MD     | Sevilla-Santa Justa |  | Osuna Málaga-María Zambrano |